# Bandeira de Abu Dhabi

Bandeira de Abu Dhabi de 1820 até 1958.

Bandeira Tradicional dos Emirados Árabes.

A Bandeira de Abu Dhabi é um dos símbolos oficiais de Abu Dhabi, uma das subdivisões dos Emirados Árabes Unidos.

## Descrição
Seu desenho é composto por um retângulo de proporção largura-comprimento de 1:2 com um campo vermelho com um cantão banco. 

## Histórico
As bandeiras tradicionais dos diversos países existentes ao longo do Golfo Pérsico eram todas vermelhas. A primeira modificação ocorreu em 1820 por um tratado do Império Britânico e os chefes destes países. A partir disto a bandeiras dos emirados passaram a possuir uma faixa branca vertical à esquerda.
A antiga versão com uma faixa branca lateral foi modificada para o desenho atual em 1958. A modificação visou diferenciar a bandeira do Emirado de Abu Dhabi das bandeiras dos demais Emirados Árabes.